# 소말리아의 코로나19 범유행
다음은 소말리아의 코로나19 범유행에 대한 글이다. 2020년 3월에 소말리아에 도착한 것으로 확인되어 있는 코로나바이러스는 소말리아의 무법 상태와 중앙정부의 통제력 부족, 의료 인프라의 부족 등으로 인해 소말리아에서의 발병 가능성에 대한 우려가 크다.

## 연혁

### 3월
3월 16일, 소말리아의 첫 확진자가 발견되었다. 소말리아 보건부는 이 확진자가 중국에서 왔다고 발표하였다.

## 반응
3월 15일, 정부는 중국, 이란, 이탈리아, 대한민국에 14일 내 방문한 승객들의 소말리아 입국을 금지하였으며, 4명의 사람이 격리되었다.
3월 17일, 정부는 3월 19일부터 15일간 모든 학교와 대학을 휴교하고 대규모 집회를 금지한다고 발표하였다.
소말리아 항공부는 3월 18일 수요일부터 15일간 모든 국제선 운항을 중단하라고 지시했다. 이는 케냐에서의 까트 수입에 영향을 미쳐 소말리아의 까트 판매자와 케냐의 재배자들에게 경제적 어려움을 야기하였다. 또한 3월 18일 하산 알리 카이레 총리는 전염병을 해결하기 위해서 500만 달러를 할당했다고 발표하였다.
소말리아 의료 협회 회장 모하메드 모하무드 알리는 소말리아에 진단 키트가 없으며, 남아프리카 공화국으로부터 양성 유무 결과를 얻기 위해 최소 3일을 기다려야 하기 때문에 코로나바이러스가 중국이나 이란 보다 더 많은 사람들을 죽일 수 있다고 경고하였다.

## 같이 보기
- 소말릴란드의 코로나19 범유행
- 아프리카의 코로나19 범유행
- 나라별 코로나19 범유행